# Ulvik
Ulvik é uma comuna da Noruega, com 722 km² de área e 1 163 habitantes (censo de 2005).         